# Trissonchulus benepapillosus
Trissonchulus benepapillosus is een rondwormensoort uit de familie van de Ironidae. De wetenschappelijke naam van de soort is voor het eerst geldig gepubliceerd in 1935 door Schulz.